# Krypflox
Krypflox (Phlox stolonifera) är en art i familjen blågullsväxter från östra USA.

## Synonymer
Phlox crassifolia Loddiges
Phlox obovata Muhlenberg ex Willdenow
Phlox prostrata AIton
Phlox reptans Michx.
Phlox stolonifera crassifolia D.Don
Phlox stolonifera f. violacea Peattie